# Leichtathletik-Europameisterschaften 1966/Hochsprung der Männer

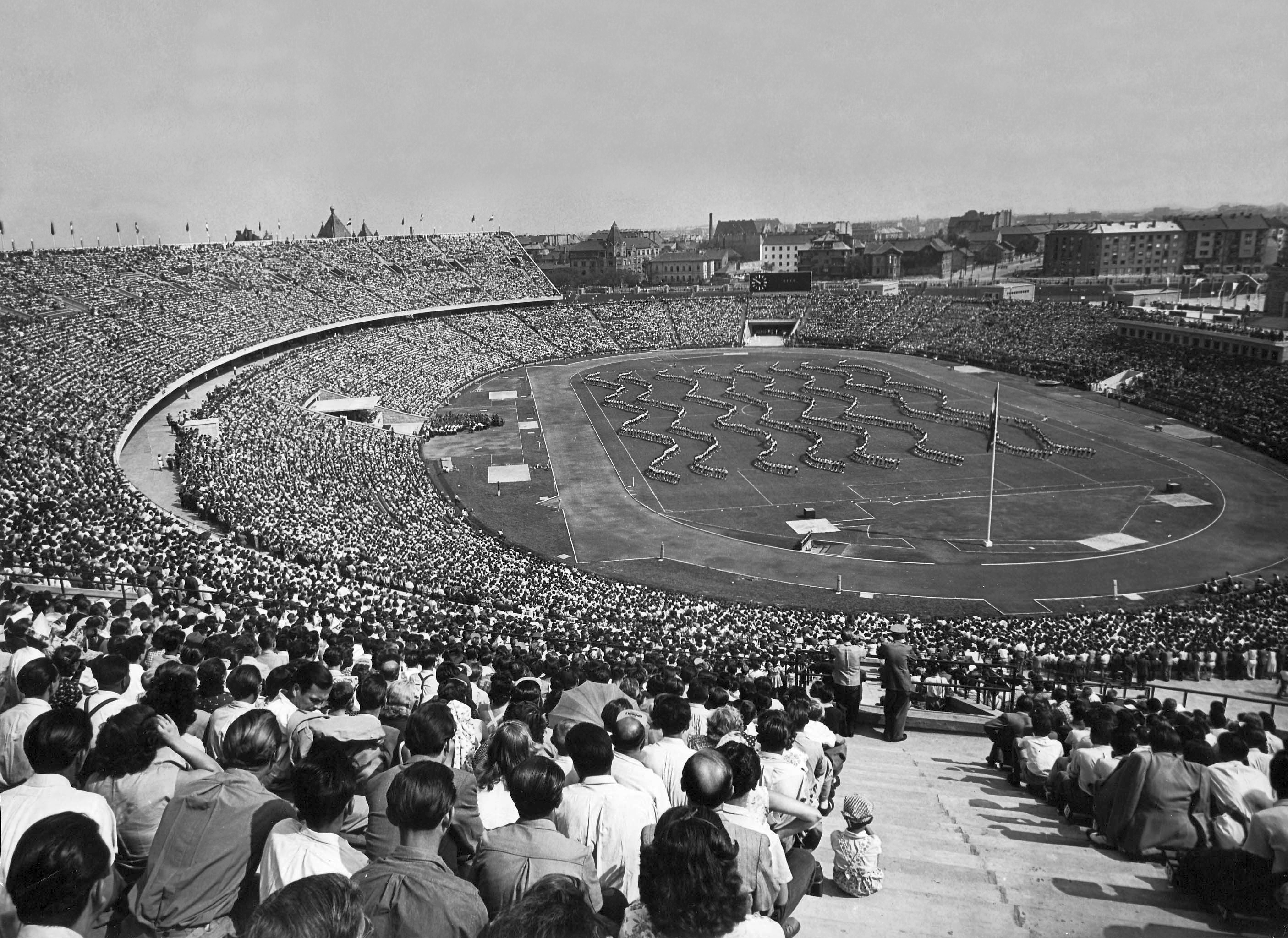
Das Népstadion bei einer Veranstaltung im Jahr 1953

Der Hochsprung der Männer bei den Leichtathletik-Europameisterschaften 1966 wurde am 31. August und 1. September 1966 im Budapester Népstadion ausgetragen.
In diesem Wettbewerb errangen die französischen Hochspringer einen Doppelsieg. Europameister wurde Jacques Madubost. Er gewann vor Robert Sainte-Rose. Bronze ging an Waleri Skworzow aus der Sowjetunion.

## Bestehende Rekorde
| Weltrekord   | 2,28 m | Waleri Brumel | Moskau, Sowjetunion (heute Russland) | 21. Juli 1963      |
| Europarekord | 2,28 m | Waleri Brumel | Moskau, Sowjetunion (heute Russland) | 21. Juli 1963      |
| EM-Rekord    | 2,21 m | Waleri Brumel | EM Belgrad, Jugoslawien              | 16. September 1962 |

Der bestehende Meisterschaftsrekord wurde bei diesen Europameisterschaften nicht erreicht. Die beiden erstplatzierten Franzosen Jacques Madubost und Robert Sainte-Rose verfehlten diesen Rekord mit ihren 2,12 m um neun Zentimeter. Zum Welt- und Europarekord fehlten ihnen sogar sechzehn Zentimeter.

## Qualifikation
31. August 1966, 10.00 Uhr
Die 24 Teilnehmer traten zu einer gemeinsamen Qualifikationsrunde an. Die Qualifikationshöhe für den direkten Finaleinzug betrug 2,06 m. Nur ein Athlet (hellblau unterlegt) übersprang diese Marke, womit die Mindestanzahl von zwölf Finalteilnehmern nicht erreicht war. Das Finalfeld wurde mit den nächsten bestplatzierten Sportlern (hellgrün unterlegt) aufgefüllt. So erreichten schließlich dreizehn Springer, die mindestens 2,03 m bewältigt hatten, das Finale.
| Platz | Name                  | Nation           | Höhe (m) |
| ----- | --------------------- | ---------------- | -------- |
| 1     | Ingomar Sieghart      | BR Deutschland   | 2,06     |
| 2     | Robert Sainte-Rose    | Frankreich       | 2,03     |
| 2     | Jan Dahlgren          | Schweden         | 2,03     |
| 2     | Jacques Madubost      | Frankreich       | 2,03     |
| 2     | Jewgeni Jordanow      | Bulgarien        | 2,03     |
| 2     | Wolfgang Schillkowski | BR Deutschland   | 2,03     |
| 2     | Waleri Skworzow       | Sowjetunion      | 2,03     |
| 2     | Walentin Gawrilow     | Sowjetunion      | 2,03     |
| 2     | Kjell-Åke Nilsson     | Schweden         | 2,03     |
| 2     | Bo Jonsson            | Schweden         | 2,03     |
| 2     | János Medovarszki     | Ungarn           | 2,03     |
| 2     | Andrei Chmarski       | Sowjetunion      | 2,03     |
| 2     | Edward Czernik        | Polen            | 2,03     |
| 14    | Sándor Noszály        | Ungarn           | 2,00     |
| 15    | Rudolf Hübner         | Tschechoslowakei | 2,00     |
| 16    | Gilbert Vallaeys      | Frankreich       | 2,00     |
| 17    | Werner Pfeil          | DDR              | 2,00     |
| 18    | Milan Haranta         | Tschechoslowakei | 2,00     |
| 19    | Rudolf Baudis         | Tschechoslowakei | 2,00     |
| 20    | Jón Þordur Ólafsson   | Island           | 1,95     |
| 21    | Luis Garriga          | Spanien          | 1,95     |
| 22    | Erminio Azzaro        | Italien          | 1,95     |
| 23    | Gunther Spielvogel    | BR Deutschland   | 1,95     |
| 24    | Ilia Mazniku          | Albanien         | 1,85     |
| DNS   | Yves Theisen          | Belgien          |          |

## Legende
Kurze Übersicht zur Bedeutung der Symbolik – so üblicherweise auch in sonstigen Veröffentlichungen verwendet:
| – | verzichtet   |
| o | übersprungen |
| x | ungültig     |

## Finale
1. September 1966
| Platz | Name                  | Nation         | Höhe (m) | 1,90 m | 1,95 m | 2,00 m | 2,03 m | 2,06 m | 2,09 m | 2,12 m | 2,14 m |
| ----- | --------------------- | -------------- | -------- | ------ | ------ | ------ | ------ | ------ | ------ | ------ | ------ |
| 1     | Jacques Madubost      | Frankreich     | 2,12     | –      | –      | o      | –      | o      | o      | xo     | xxx    |
| 2     | Robert Sainte-Rose    | Frankreich     | 2,12     | o      | –      | o      | –      | o      | xo     | xxo    | xxx    |
| 3     | Waleri Skworzow       | Sowjetunion    | 2,09     | –      | –      | o      | xo     | xo     | o      | xxx    |        |
| 4     | Edward Czernik        | Polen          | 2,06     | –      | o      | o      | o      | o      | xxx    |        |        |
| 5     | Andrei Chmarski       | Sowjetunion    | 2,06     | o      | –      | xo     | o      | o      | xxx    |        |        |
| 6     | Wolfgang Schillkowski | BR Deutschland | 2,06     | o      | o      | xo     | o      | o      | xxx    |        |        |
| 7     | Walentin Gawrilow     | Sowjetunion    | 2,06     | o      | o      | o      | xo     | xxo    | xxx    |        |        |
| 8     | Ingomar Sieghart      | BR Deutschland | 2,03     | –      | o      | o      | o      | xxx    |        |        |        |
| 8     | Kjell-Åke Nilsson     | Schweden       | 2,03     | –      | o      | o      | o      | xxx    |        |        |        |
| 10    | Jan Dahlgren          | Schweden       | 2,03     | –      | o      | o      | xo     | xxx    |        |        |        |
| 10    | János Medovarszki     | Ungarn         | 2,03     | –      | o      | o      | xo     | xxx    |        |        |        |
| 12    | Bo Jonsson            | Schweden       | 2,03     | –      | o      | o      | xxo    | xxx    |        |        |        |
| 13    | Jewgeni Jordanow      | Bulgarien      | 1,95     | ?      | ?o     | xxx    |        |        |        |        |        |

Die Hochsprungkonkurrenz hatte längst nicht das Niveau der letzten Europameisterschaften. Bedingt durch eine Verletzung nach einem Motorradunfall, der ihn letztlich seine Karriere kostete, war der sowjetische Titelverteidiger, Olympiasieger von 1964 und Weltrekordinhaber Waleri Brumel nicht dabei.
Zwölf Wettbewerber befanden sich noch im Wettkampf, als 2,06 m aufgelegt wurden. Fünf von ihnen schieden hier nach drei Fehlversuchen aus, sodass bei 2,09 m noch sieben Teilnehmer dabei waren. Diese neue Sprunghöhe erwies sich diesmal als zu hoch für vier weitere Teilnehmer, die somit ohne Medaille blieben. Der Pole Edward Czernik kam auf den vierten Platz, Andrei Chmarski aus der Sowjetunion wurde Fünfter vor dem Deutschen Wolfgang Schillkowski und Walentin Gawrilow, einem weiteren sowjetischen Athleten.
Zu verteilen war nun noch die Reihenfolge der Medaillen. Mit weißer Weste ohne Fehlversuch stand alleine noch der Franzose Jacques Madubost da. Sein Landsmann Robert Sainte-Rose hatte einen Fehlsprung bei 2,09 m auf seinem Konto, womit er zwischenzeitlich allerdings nur Dritter war, denn Waleri Skworzow aus der UdSSR war zwar mit zwei Fehlsprüngen belastet, aber Skworzow hatte die bislang größte Höhe von 2,09 m im ersten Versuch übersprungen.
Weiter ging es bei 2,12 m. Madubost benötigte zwei, Sainte-Rose drei Versuche. Damit würden die beiden Franzosen den Sieg jetzt unter sich ausmachen, denn Waleri Skworzow riss 2,12 m dreimal und gewann damit die Bronzemedaille.
Die nachfolgende Höhe von 2,14 m waren für beide französische Springer diesmal zu hoch, womit der Wettbewerb zugunsten von Jacques Madubost als neuem Europameister entschieden war. Robert Sainte-Rose errang die Silbermedaille.

## Videolinks
- EUROPEAN ATHLETICS 1966 BUDAPEST HIGH JUMP MADUBOST, youtube.com, abgerufen am 15. Juli 2022
- European Athletics In Budapest AKA European Athletics (1966), Bereich: 1:51 min bis 2:16 min, youtube.com, abgerufen am 15. Juli 2022